# Giovanni Matteo Mario
Giovanni Matteo De Candia, também conhecido como Mario (17 de outubro de 1810 - 11 de dezembro de 1883), foi um cantor de ópera italiano. O tenor mais célebre de sua época, ele foi idolatrado pelo público em Paris e Londres. Ele era o parceiro da cantora de ópera Giulia Grisi.

## Vida Pregressa
Mario nasceu em Cagliari, Sardenha, em 17 de outubro de 1810 como Giovanni Matteo de Candia; seus títulos herdados foram Cavaliere (Cavaleiro), Nobile (Nobre) e Don (Sir) no Reino da Sardenha e, posteriormente, no Reino da Itália. Sua família aristocrática pertencia à nobreza e elite social da Saboia-Sardenha, parte do Reino da Sardenha governado pela Casa de Saboia. Seus parentes e pais eram membros da Corte Real de Turim, enquanto seu pai, Dom Stefano, marquês de Candia, ocupou as patentes de general militar, governador-geral real de Nice sob o Reino da Sardenha, e foi ajudante-de- acampamento para o rei Carlos Félix da Sardenha (casa de Saboia).
A fim de se libertar das pesadas tradições ancestrais que herdara e mitigar a oposição de seu pai a um membro da família De Candia, bem nascido, que buscava uma carreira musical 'baixa', o cantor em ascensão adotou o nome artístico de uma palavra de "Mario" quando fez sua estréia em 30 de novembro de 1838.[6] Às vezes, no entanto, ele é referido na imprensa pela denominação mais completa de "Giovanni Mario", e ele também é chamado de "Mario de Candia".

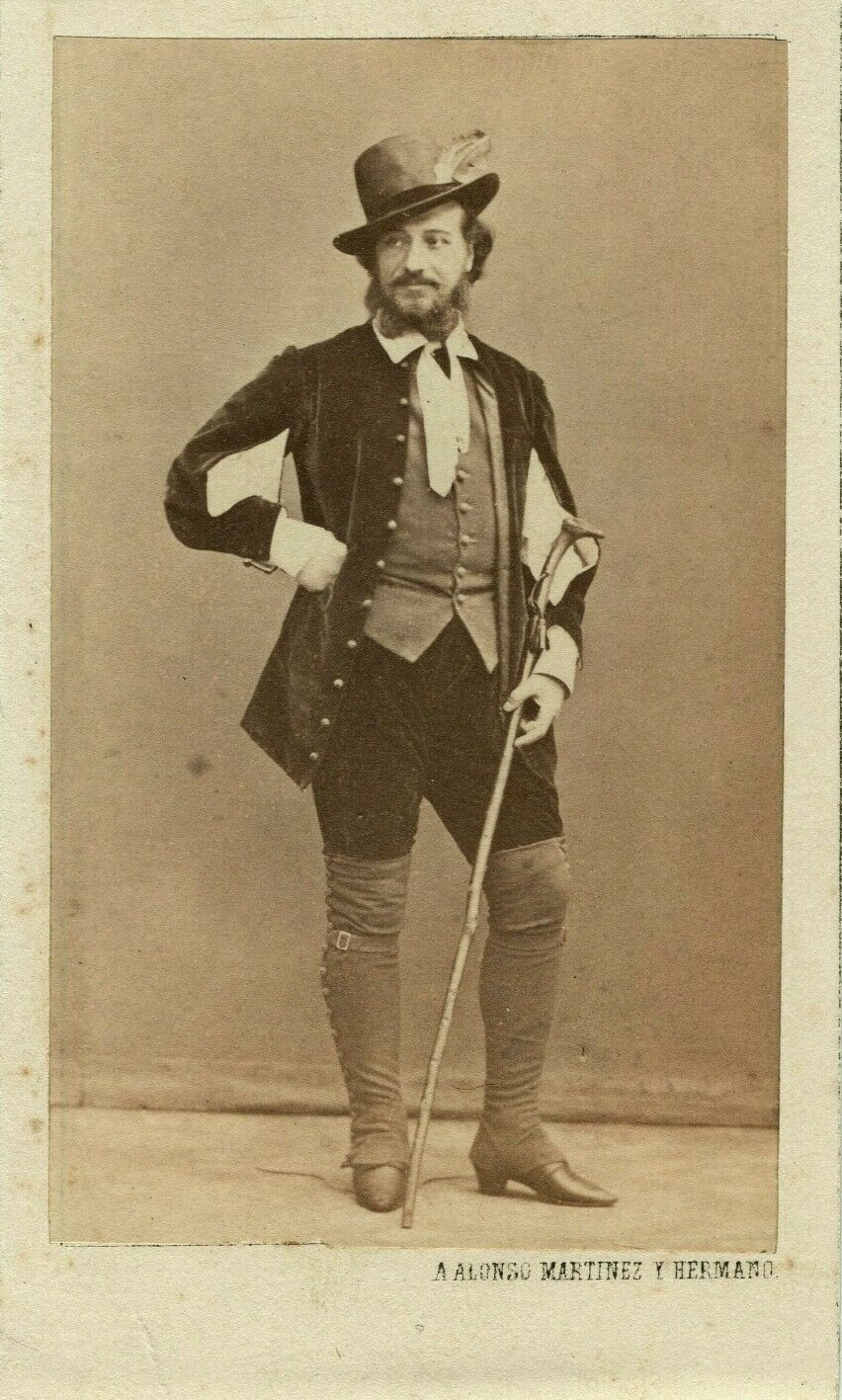
Giovanni fotográfado por Martinez y Hermano.

A decisão de Mario de se tornar um cantor profissional surgiu acidentalmente. Ele tinha 12 anos quando se mudou de Cagliari para Turim, onde estudou na Real Academia Militar. Entre seus colegas na academia estava o futuro primeiro-ministro da Itália, Camillo Cavour. Enquanto servia como segundo-tenente da Guarda Real do Rei da Sardenha em Turim, interessou-se pela política e realizou reuniões para debater a unificação da Península Itálica. Ele gastou seu próprio dinheiro para apoiar esse movimento político impopular e se viu em apuros financeiros. Seu pai, que se opunha à visão política de seu filho mais novo, recusou-se a apoiar ou ajudar Mario. Em 24 de novembro de 1836, Mario foi expulso do exército e escapou por mar com seus camaradas para a costa francesa.

## Exilado em Paris
Depois de fugir do Piemonte, ele desembarcou com seus camaradas em uma cidade de pescadores na costa francesa perto de Nice. Ele ficou lá na casa de um pescador inglês chamado Capitão Davis, amigo de Lord Byron, por algumas semanas. Então, disfarçado de pescador francês, viajou para San Lorenzo al Mare para conhecer um de seus cunhados, o tenente Roych. Roych tinha arranjado para que Mario tivesse um encontro secreto com sua mãe, o Marquês de Candia. O Marquês forneceu a Mario moedas de ouro e roupas suficientes para que ele escapasse para a capital francesa. Ele esperava voltar depois de alguns meses para retomar seus estudos na academia militar em Turim, conforme esperado por seu pai.
Logo depois, o jovem nobre viajou como fugitivo disfarçado de comediante. Uma vez em Paris, foi hospedado no "l'hôtel particulier" do príncipe e da princesa de Belgiojoso. Por serem também italianos exilados em Paris, mostraram bondade e hospitalidade ao conde Giovanni M. de Candia e foram fundamentais nos estágios iniciais de sua carreira de cantor. Regista-se que nas festas da princesa, Giovanni Mario começou a divertir-se com o seu canto ao conhecer muitas celebridades da época como Lady Blessington, George Sand, Alfred de Musset, Balzac, Alessandro Manzoni, Heinrich Heine, entre outros.
Logo, Mario se sentiu bem-vindo nos salões parisienses e no meio radical da cidade. Foi especialmente bem recebido nos eventos de salão da princesa Cristina Belgiojoso, onde foi apreciado como tenor amador. Por um tempo, ele ganhou a vida dando aulas de esgrima e equitação. Eventualmente, o Marquês de Brême, que era de uma família nobre do Piemonte e era um dos velhos amigos de seu pai, tornou-se um dos mais prestativos financiadores de Mário. O marquês também serviu como mentor para Mario enquanto ele fazia a transição para sua carreira musical.

## Carreira
Enquanto exilado em Paris, ele era amplamente conhecido por sua voz natural excepcionalmente fina. Mario foi incentivado pelo compositor Giacomo Meyerbeer a se tornar um cantor. Teve aulas de canto com dois ex-tenores, agora professores, o francês Antoine Ponchard e o italiano Marco Bordogni. Mario mostrou-se tão talentoso que rapidamente lhe ofereceram um compromisso com a Ópera.

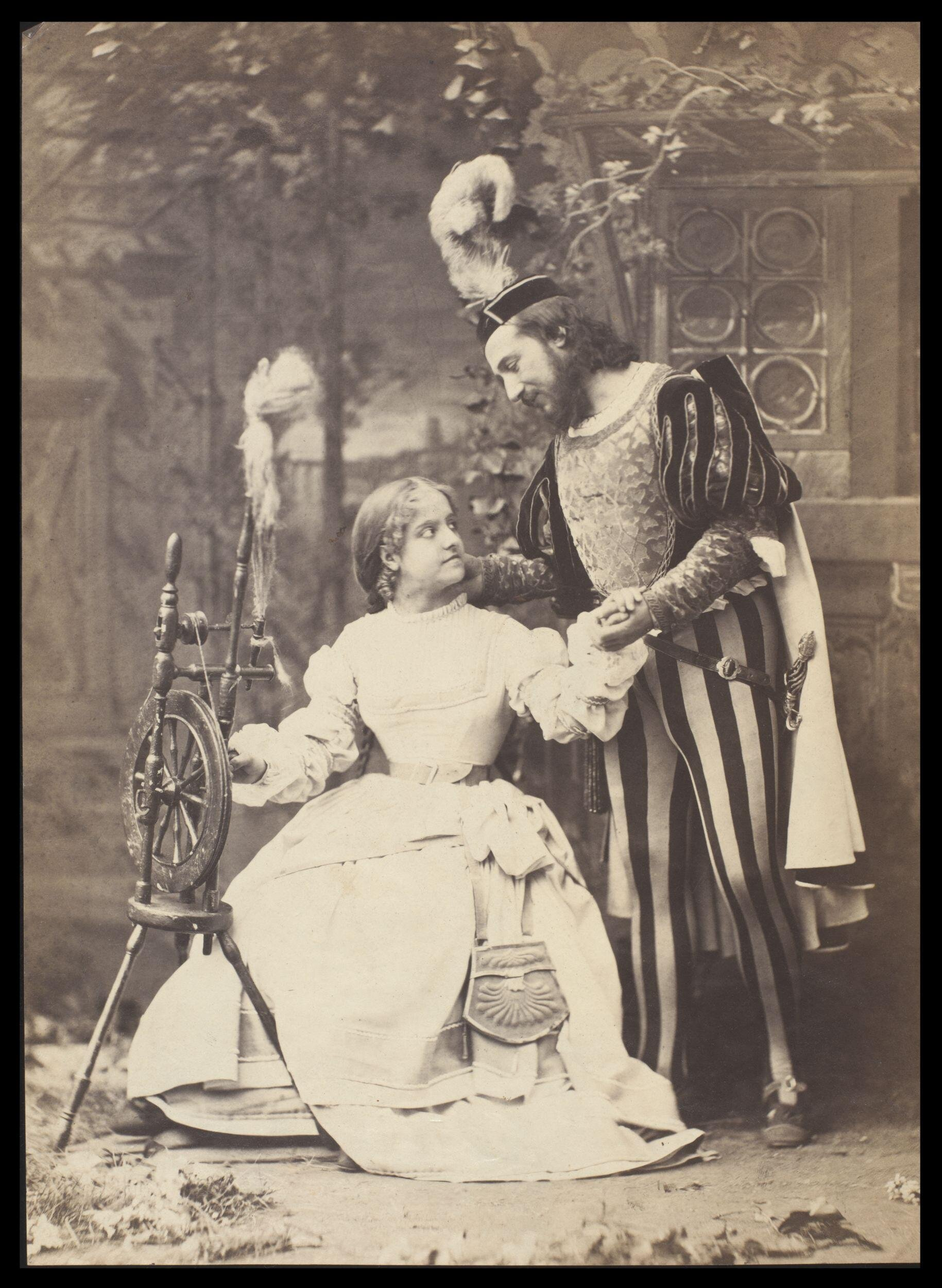
Adelina Patti como Marguerite e Giuseppe Mario como Faust em Faust, Covent Garden, julho de 1864.
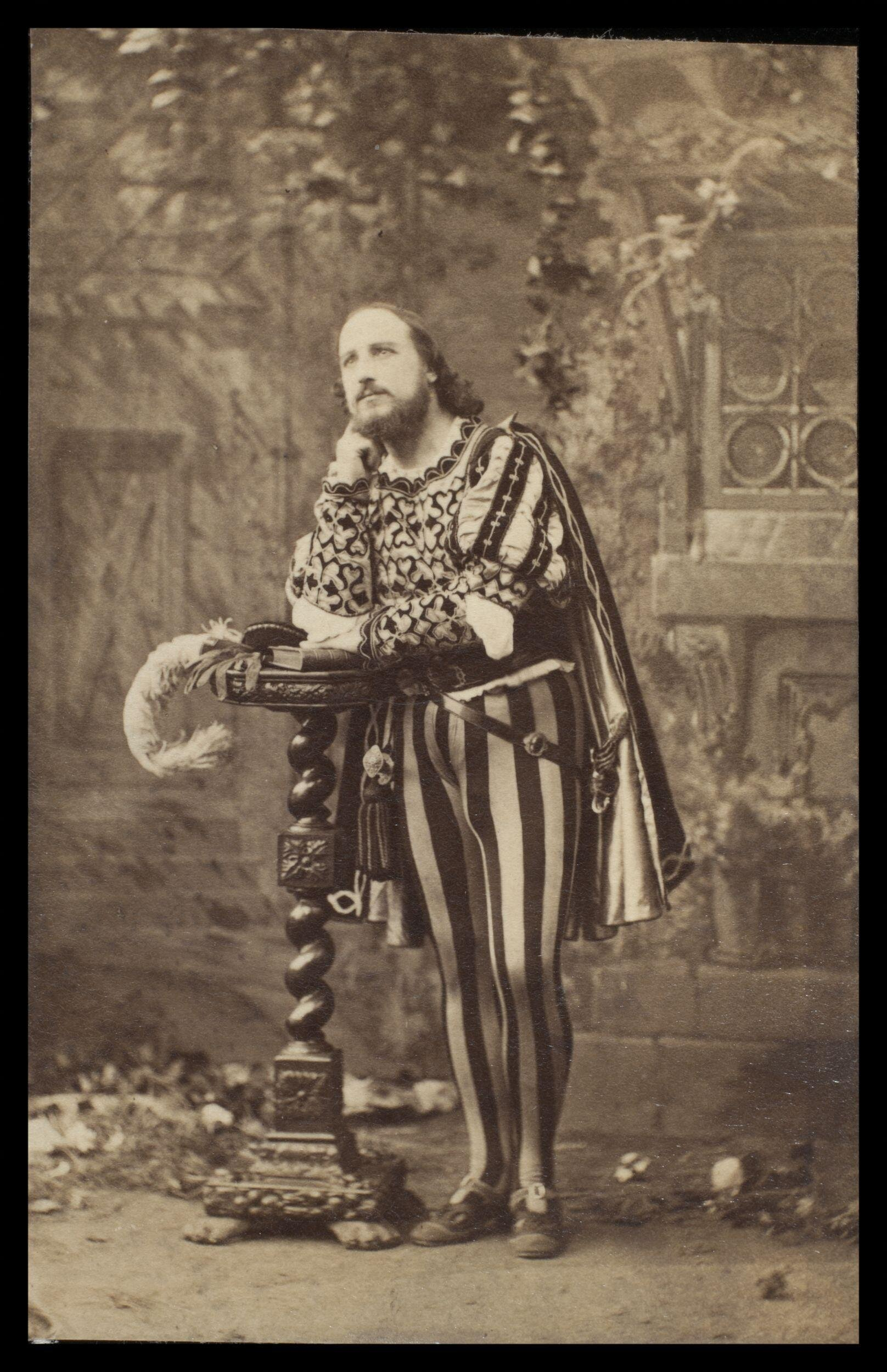
Giuseppe Mario como Faust em Faust. Coleção Guy Little.

## Aposentadoria, Morte e Legado
Ele passou seus últimos anos em Roma, onde era amigo do príncipe Odescalchi. Dificuldades financeiras o assediavam às vezes, devido à sua habitual extravagância. Conta-se que fumava charutos habitualmente, mesmo quando tomava banho. Ele continuou a entreter os ricos e famosos em reuniões sociais. Ele era um convidado frequente no Palácio do Quirinal, onde podia ser encontrado cantando casualmente com a Rainha Margherita da Itália, ela mesma uma artista e uma grande amante da música. Após a morte de Mario, seu legado foi mantido vivo por um fundo para a educação do canto de ópera em sua honra e nome.
Um concerto beneficente foi encenado para Mario em Londres em 1878, e as coleções chegaram a £ 4.000, o que forneceu uma pensão para o cantor. Ele morreu em Roma em 1883 e foi enterrado em sua cidade natal, Cagliari, em 1884.

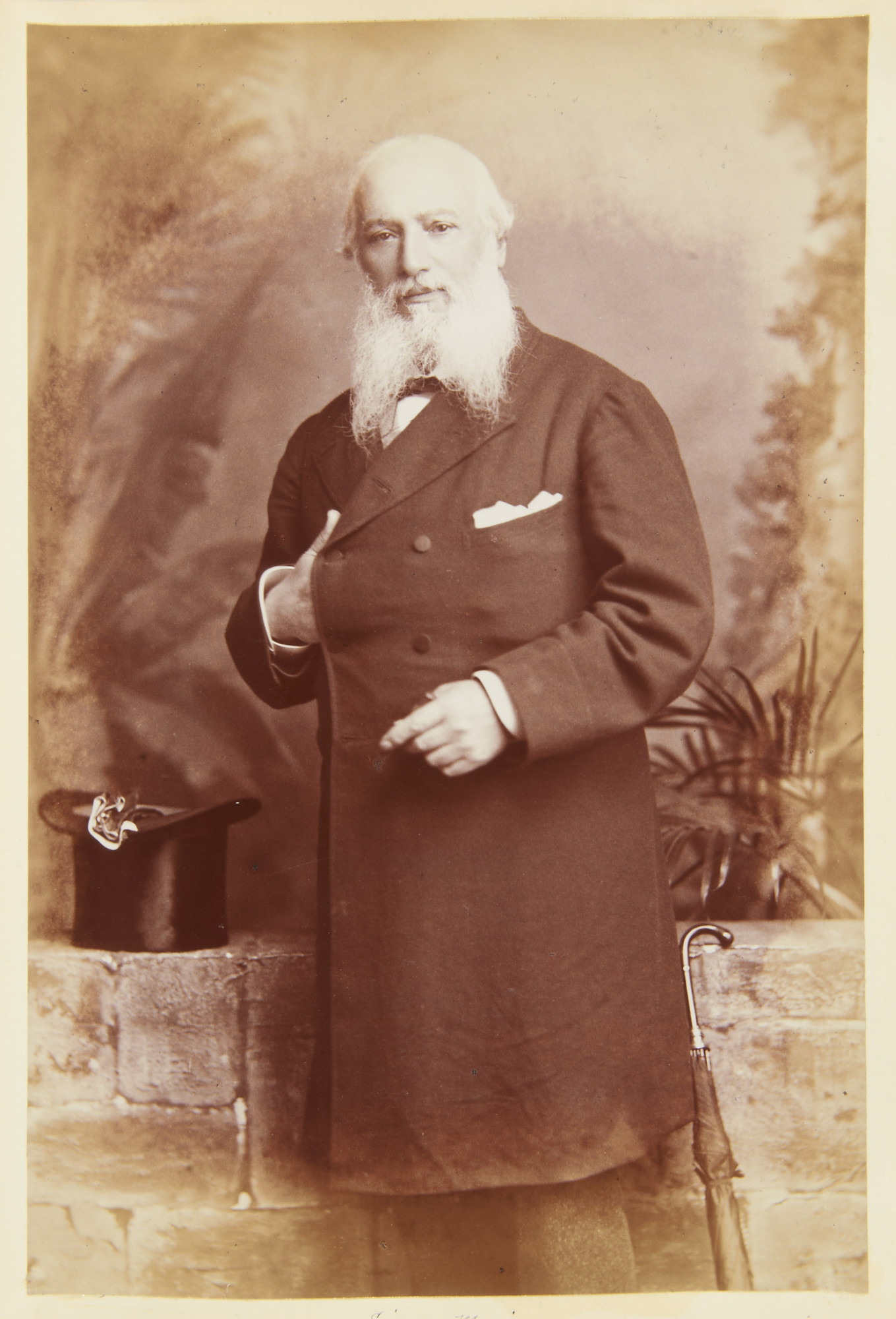
Giovanni Matteo Mario em idade já mais avançada.